# Maucourt (Oise)
Maucourt ist eine französische Gemeinde mit 232 Einwohnern (Stand: 1. Januar 2022) im Département Oise in der Region Hauts-de-France (vor 2016 Picardie). Sie gehört zum Kanton Noyon (bis 2015 Guiscard) und zum Gemeindeverband Pays Noyonnais. 

## Geografie
Maucourt liegt im Pays Noyonnais etwa 43 Kilometer nordöstlich von Compiègne. Umgeben wird Maucourt von den Nachbargemeinden Guiscard im Norden und Nordwesten, Beaugies-sous-Bois im Osten, Caillouël-Crépigny im Südosten, Grandrû im Süden sowie Quesmy im Westen.

## Bevölkerungsentwicklung
| Jahr                      | 1962 | 1968 | 1975 | 1982 | 1990 | 1999 | 2006 | 2013 |
| ------------------------- | ---- | ---- | ---- | ---- | ---- | ---- | ---- | ---- |
| Einwohner                 | 68   | 77   | 55   | 58   | 93   | 119  | 232  | 254  |
| Quelle: Cassini und INSEE |      |      |      |      |      |      |      |      |

## Sehenswürdigkeiten
- Kirche